# 최석기
최석기(崔錫基, 1986년 12월 5일 ~ )는 대한민국의 남자 배구 선수이다. 서울 우리카드 우리WON 소속의 선수이다.

## 약력
최석기는 대전중앙중학교 2학년때부터 배구를 시작하였다. 그는 다른 선수에 비하면 늦은 편이지만 키가 크고 블로킹 타이밍이 좋은 선수로 성장하였다. 대전중앙고등학교를 졸업하고 한양대학교에 입학하면서 박준범, 진상헌과 함께 장신벽을 구축하며 철벽 블로킹을 과시하기도 했다.
그는 NH농협 2008~2009 V-리그 신인 드래프트에서 2라운드 1순위로 수원 KEPCO 45의 프로 창단 첫 지명을 받으며 입단하였다. 그러나 팀은 단 한 번의 승리를 기록하지 못하고 연패를 당하게 되었다. 하지만 그는 소속팀이 상무를 이기고 기나긴 25연패를 끊으며 첫 승을 기록하였을 때에는 감격스러워 눈물을 보이기도 했다. 이어 2009년 3월 5일에 열린 천안 현대캐피탈 스카이워커스와의 경기에서 12득점, 5블로킹을 올리는 활약으로 이변을 일으키는 데 기여하였다.
최석기는 신인으로는 유일하게 개인기록상 주요 부문인 블로킹 부문에서 4위 안에 들면서 구미 LIG손해보험 그레이터스의 세터 황동일과 함께 신인왕 후보로 오를 만큼 활약을 펼쳤으나 전 경기를 소화한 황동일에 밀려 신인상 수상에 실패하였다. 하지만 그는 팀내에서의 활약을 인정받아 NH농협 2008~2009 V-리그 올스타전에는 한국 배구 연맹의 추천으로 수원 KEPCO 45의 유일한 올스타 선수로 참가하였다.
2015년 12월 23일 강민웅, 전진용과의 트레이드로 인천 대한항공 점보스로 이적하였으나 2017-18 시즌 이후 FA 자격을 얻고 다시 수원 한국전력 빅스톰으로 이적하였다.
2019년 6월 19일 원소속팀 수원 한국전력 빅스톰에게 재계약 불가 통보를 받았다.
2019년 7월 우리카드배구단에 다시 입단해서 그해 속공2위까지 하는 좋은 활약으로 팀승리에 기여를 한 주축선수로 자리잡는다.

## 세레모니
최석기는 블로킹을 성공시키면 처음에는 덩실덩실 춤을 추는 세레모니를 펼쳤다. 이날 안산 OK저축은행 러시앤캐시와 수원 홈경기에서 최석기가 로베르틀란디 시몬한테 블로킹을 무려 8개나 잡아내며 시몬 킬러로 등극했다. 득점을 올릴 때마다 자진방아타령이 울려퍼진다. 여기다 그가 세레모니하는 장면은 KBS N sports의 배구 프로그램 스페셜 V에서 선정한 주간 베스트로 뽑히기도 했다. 이후에 공격 성공후 자신이 개발한 세레모니를 펼치면서 팬들의 인기를 얻게 되었다.

## 수상 경력
- NH농협 2008~2009 V-리그 페어플레이상

## 참조 문서
1. ↑  -대학배구 최강전- 한양대, 인하대와 결승 대결 보관됨 2016-03-06 - 웨이백 머신 《연합뉴스》 2007년 11월 7일 16:18, 2009년 3월 19일 《미디어다음》에서 확인
2. ↑  〈프로배구〉KEPCO 45, 현대캐피탈 제압 '대이변' 《제주투데이》 2009년 3월 5일 23:54, 2009년 3월 19일 1:37 확인
3. ↑  지금은'석기시대' KEPCO45 최석기 신인상 맹추격[깨진 링크(과거 내용 찾기)] 《스포츠서울》2009년 3월 17일 12:23, 2009년 3월 19일 1:42 확인
4. ↑  프로배구 정규리그 MVP 박철우?데라크루즈, 공격남녀 최후의 승자[깨진 링크(과거 내용 찾기)] 《스포츠월드》 2009년 4월 16일 22:53, 2009년 4월 19일 23:01 확인